# Breitenstein (Baixa Áustria)
Breitenstein é um município da Áustria localizado no distrito de Neunkirchen, no estado de Baixa Áustria.